# Pteris menglaensis
Pteris menglaensis är en kantbräkenväxtart som beskrevs av Ren-Chang Ching. Pteris menglaensis ingår i släktet Pteris och familjen Pteridaceae. Inga underarter finns listade.